# Elöverkänslighet
Med elöverkänslighet (även elallergi, elkänslighet eller bildskärmssjuka) avses en upplevd extra känslighet för elektromagnetiska fält. Symtomen innefattar sömnstörningar, huvudvärk, allmän trötthet, koncentrationssvårigheter, yrsel, irriterad hud samt hjärtklappning. Elöverkänslighet har ej kunnat påvisas i vetenskapliga försök trots omfattande forskning.
Elöverkänsliga patienter som i dubbelblinda försök trott sig blivit utsatta för signaler från en mobiltelefon har uppgett sig få kraftig huvudvärk, trots att inget fält har varit påslaget, vilket tyder på att besvären inte orsakas av elektromagnetiska fält, utan har psykologiska orsaker, en så kallad noceboeffekt. Svenska myndigheters linje är att elektromagnetisk strålning under de gränsvärden som Strålsäkerhetsmyndigheten utfärdat inte kan leda till besvär.

## Historik
Elöverkänslighet som sjukdomstillstånd blev allmänt känt under 1980-talet då det i media uppmärksammades människor som fått besvär av arbete vid datorbildskärmar. Den första artikeln om fenomenet skrevs av journalisten Gunni Nordström och publicerades i TCO-tidningen i oktober 1985. I och med att allt fler av TCO:s medlemmar fick problem vid bildskärmsarbete införde denna fackförening från 1992 en egen kvalitetsmärkning av bildskärmar TCO Certified där man ställer krav bland annat på låg strålning.
Rådet för arbetslivsforskning, RALF, fick 1997 ett regeringsuppdrag att redovisa en översikt och en utvärdering av såväl svenska som internationella forskningsresultat vad gällde elöverkänslighet samt hälsorisker med elektriska och magnetiska fält. Att någon hälsofara skulle föreligga kunde dock inte påvisas av utredarna. En av utredarna, Olle Johansson, reserverade sig mot rapporten med hänvisning till att viss biologisk forskning på människor och djur utelämnades.  Då rapporten utkommit lämnade drygt 400 elöverkänsliga in vittnesuppgifter med beskrivning av sina besvär. En del av detta material utgavs senare i bokform av Rigmor Granlund-Lind och John Lind under titeln Svart på vitt. En psykologisk förklaringsmodell varken förnekar att dessa symtom finns eller påstår att de är simulerade.
I en majoritet av genomförda blindtester har det visat sig att personer som själva beskriver sig som elöverkänsliga inte kan skilja på när elektromagnetiska fält varit på- eller avslagna. Detta gäller både mobiltelefonsignaler, och annan, mer lågfrekvent, strålning. Enligt Socialstyrelsen är orsaken till symptomen klassisk betingning.

## Förekomst
En enkät visade 2002 att i Kalifornien hävdade 3 % av urvalsgruppen på 2 072 människor att de led av elöverkänslighet, definierat som "allergisk eller väldigt känslig mot att vara nära elektriska apparater, datorer eller kraftledningar". Svarsfrekvensen var 58 %. En undersökning i Schweiz 2004 visade på en förekomst av 5 % i en urvalsgrupp på 2 048 personer. 2007 visade en brittisk undersökning av en slumpmässigt utvald grupp på 20 000 personer på en 4 % förekomst av symptom tillskrivna elektromagnetiska fält.
I en hälsoenkät som Socialstyrelsen gjorde 1999 uppgav sig 3,1 % av de svarande vara känsliga, överkänsliga eller allergiska mot elektriska eller magnetiska fält, vilket skulle motsvara 200 000 vuxna personer i Sverige. En annan undersökning i Stockholms län 1997 rapporterade 1,5 % av de tillfrågade att de var elöverkänsliga, definierat som "överkänslighet eller allergi mot elektriska eller magnetiska fält" (svarsfrekvens 73 %).
I en rapport till Europeiska kommissionen slås fast att skillnaderna i förekomst åtminstone delvis kan förklaras av skillnader i tillgänglig information och rapportering i media. Andra har uttryckt liknande uppfattningar.

## Orsaker
Både fysiologiska och psykologiska faktorer har föreslagits som orsaker. Världshälsoorganisationen listar luftföroreningar, oljud, dålig eller flimrande belysning och dålig ergonomi som möjliga fysiologiska orsaker till de symtom som personer med elöverkänslighet rapporterar.

## Behandling
Med tanke på avsaknaden av orsakssamband mellan symptom och elektromagnetiska fält bör behandling av elöverkänslighet inrikta sig på dels att identifiera eventuella andra fysiologiska orsaker och dels en psykologisk utvärdering av eventuella psykologiska orsaker. Orsaker kan vara luftföroreningar, oljud, dålig eller flimrande belysning eller dålig ergonomi.
År 2006 gjordes en översikt över nio kliniska prövningar för behandling av elöverkänslighet. Författarna fastslog att fler studier behövdes, men att den information som stod till buds tydde på att kognitiv beteendeterapi är den föredragna behandlingsmetoden. Även andra studier föreslår kognitiv beteendeterapi som behandlingsform.
I Sverige finns i dag personer som av läkare diagnostiserats för elöverkänslighet. Enligt Socialstyrelsens diagnoskod R68.8, "Andra specificerade generella symtom och sjukdomstecken", kan diagnosen "elöverkänslig" sättas för symptombilden. Ytterligare information finns i en skrivelse från Socialstyrelsen.
Se även stycket om elsanering nedan.

## Elsanering
Trots att symptomen för elöverkänslighet inte orsakas av elektromagnetiska fält kan drabbade individer bli hjälpta av att minska sin exponering mot elektromagnetiska fält. Symptom orsakade av nocebo kommer följaktligen minska då den upplevda orsaken till besvären försvinner. Av denna anledning erbjuder vissa svenska kommuner ekonomiska bidrag för att minska elektromagnetiska fält i bostäder, så kallad elsanering. Umeå kommun subventionerar 75 % av kostnaderna upp till maximala 50 000 kronor. Åtgärder kan exempelvis omfatta byte till skärmade kablar, ommålning med ledande färg, byte av spis, inläggning av vattenrör av plast och nätfrånkopplare. Även Skellefteå, Linköping och Stockholm erbjuder bidrag för elsanering.
Många svenska kommuner tillåter dock inte ekonomiska bidrag till elsanering. Ingen kommun i Halland hade 2007 beviljat bidrag för elsanering, trots överklagan till länsrätten. Varken kammarrätten eller regeringsrätten har velat ta upp fallen. Enligt Boverket säger rättspraxis att elsanering inte ska ersättas enligt lagen om bostadsanpassningsbidrag.
Beslutet att sjukhusen i Örebro län skall köpa in elavskärmande baldakiner har kritiserats av Lars-Gunnar Gunnarsson, docent och verksamhetschef för arbets- och miljömedicinska kliniken vid Universitetssjukhuset i Örebro, som menar att beslutet var enbart politiskt och att vården skulle ha sagt nej om de hade blivit tillfrågade.

## Elöverkänslighet i Europa
I en del länder i Västeuropa har elöverkänsliga personer bildat föreningar för att tillvarata sina intressen.
Europarådet har i en resolution från år 2011 rekommenderat medlemsländerna att särskilt beakta "elöverkänsliga" personer och införa speciella skyddsåtgärder för dessa, inklusive att skapa strålningsfria zoner som inte täcks av trådlösa nätverk.

### Elöverkänslighet i Sverige
Sveriges riksdag har vid flera tillfällen fått in motioner rörande elöverkänslighet och dess erkännande som folksjukdom.
På 90-talet inlämnades 73 motioner nämnande elöverkänslighet och på 00-talet inlämnades 90 stycken. Där Ulrika Heie (C), tidigare Carlsson, lämnat in flera och fortsatt fram till år 2022.
Eftersom myndigheter och de elöverkänsligas organisationer intar oförenliga ståndpunkter om orsakerna till besvären, lät Statens strålskyddsinstitut, SSI under år 2004 och 2005 genomföra ett projekt ”Transparensforum”. Representanter från statliga och kommunala myndigheter, politiker, samt företrädare för telekomindustrin och de elöverkänsligas föreningar, bjöds in till seminarier för att tillsammans diskutera och om möjligt uppnå konsensus. Som moderator anlitades bland annat TV-programledaren Göran Skytte. Efter att projektet avslutats lät SSI en fristående konsultfirma göra en utvärdering av det. Projektet lyckades visserligen med att förbättra dialogen mellan de deltagande aktörerna, men fick inte något genomslag för dialogen ute i samhället.
I Mora kommun debatterades under flera år huruvida kommunen skulle upprätta en strålningsfri zon. I mars 2012 lade miljönämnden ned ärendet. Beslutet att lägga ner ärendet överklagades i flera instanser. Mark- och miljööverdomstolen beslöt 2013-09-09 att inte ge prövningstillstånd, ett beslut som inte går att överklaga, mål nr 5713-13.
Intresseföreningar i Sverige är Elöverkänsligas förbund, en handikapporganisation som uppbär statsbidrag.